# Buccina

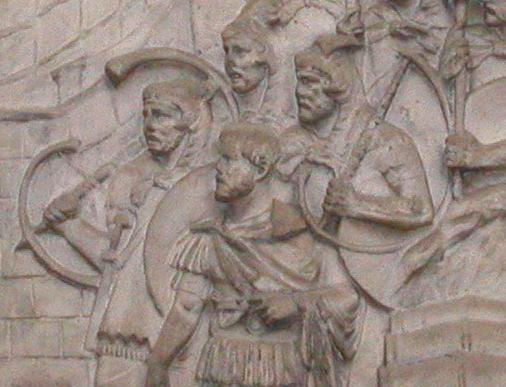
Buccina vagy cornu ábrázolása Traianus oszlopán

A buccina vagy bucina egy etruszk eredetű, a rómaiak által katonai jelzőeszköznek használt tölcséres fúvókájú hangszer.
A buccina korai változata, a buccina marina spirálisan csavart formájú kónikus kagylókürt volt, rendszerint tritonok vagy tengerészek kezében ábrázolták. A későbbiekben szaruból, talán fából és fémből is készítették, a kagylóformát utánozva.
A katonai buccina szűk menzúrájú, kb. 3 méter hosszú, a cornuhoz hasonlóan – melyet néha a buccinával azonosnak tekintenek – G alakban meghajlított bronzból készült trombitaféle, szűk hangtölcsérrel és átlós fa merevítőrúddal. A hangszerjátékos, a buccinator a rudat egyik kezében tartva a vállán egyensúlyozza, a másik kezével a tölcsér alakú fúvókát szorítja ajkaihoz. A hangszer fúvóka utáni szakasza lefelé haladva a háta mögé kanyarodik, majd nagy ívben a válla, feje fölé visszagörbülve előre néző tölcsérben végződik. Az őrségváltások jelzésére használták, temetéskor, ünnepi eseményeken szólalt meg.
A többi tölcséres fúvókájú hangszerhez hasonlóan a buccina hangja a zenész fúvókához szorított ajkainak rezgéséből fakad. Hangkészlete a natúrkürthöz, natúrtrombitához hasonlóan csak a csövébe zárt levegőoszlop természetes rezonanciáiból áll, valószínűleg csak néhány hangból álló szignálokat, fanfárokat játszottak rajta.
Az arab nafir mellett ezt a hangszert is a trombita és a harsona ősének tekintik, annyi bizonyos, hogy a buccina szóból származik a francia busine, a német posaune, azaz pozan, puzón szó.